# معركة عين بن فهيد
معركة عين بن فهيد او ابرق الجعله معركه وقعت في عام 1323هـ بين جيش بن رشيد بقيادة عبد العزيز بن متعب الرشيد وقبيلة عتيبة بقيادة ضيف الله بن غازي بن محيا وانتهت بفوز جيش ال رشيد ومقتل ضيف الله بن محيا

## الأسباب
انتقام عبد العزيز بن متعب الرشيد من القبائل المساعدة للملك عبد العزيز آل سعود في معركة البكيريه والشنانه فقام بن رشيد بعدة غارات على المحيا من عتيبه

## المعركة
بعد غارات بن رشيد على المحيا من عتيبة قام ضيف الله بن غازي بن محيا بغاره انتقاميه على إمارة جبل شمر ووصل حتى 60 كيلو عن مدينة حائل، عاصمة إمارة جبل شمر وبعد انتهاء الغاره عاد ضيف الله بن محيا الى دياره وفي الطريق صادف جيش بن رشيد ضيف الله بن محيا ومن كانو معه في موقع عين بن فهيد وحدثت المعركه بينهم وقتل من كان مع ضيف الله بن محيا وقتل عبد العزيز الرشيد بنفسه ضيف الله بن محيا 